# Аденомер
Аденоме́р (от греч. греч. ἀδήν — «железа» и греч. μέρος — «часть», «доля») — система органов человека и некоторых животных, представляющая собой концевой секреторный отдел экзокринных желёз, образованный гландулоцитами, где образуется секрет, который затем поступает в выводной проток млекопитающего.
Аденомер состоит из:
- Вставочных протоков (транспортируют слюну в более крупные протоки).
- Исчерченных протоков (содержат много митохондрий, ответственных за транспорт электролитов и воды во время секреции; эти протоки выстилает простой низкий столбчатый эпителий).
- Железистых клеток (синтезируют гликопротеины).

Аденомеры подразделяют на шаровидные (альвеолярные железы) и трубковидные (трубчатые железы).